# Audrey Totter
Audrey Totter est une actrice américaine née à Joliet (Illinois) le 20 décembre 1917 et morte à l’hôpital West Hills, dans le quartier de Woodland Hills à Los Angeles, le 12 décembre 2013.

## Filmographie partielle
- 1945 : Main Street After Dark, d'Edward L. Cahn : Jessie Belle Dibson
- 1945 : Dangereuse Association (Dangerous Partners), d'Edward L. Cahn : Lili Roegan
- 1945 : The Sailor Takes a Wife, de Richard Whorf : Lisa Borescu
- 1946 : Le facteur sonne toujours deux fois (The Postman Always Rings Twice), de Tay Garnett : Madge Gorland
- 1946 : The Cockeyed Miracle, de S. Sylvan Simon : Jennifer Griggs
- 1947 : La Dame du lac (Lady in the Lake), de Robert Montgomery : Adrienne Fromsett
- 1947 : Au carrefour du siècle (The Beginning or the End), de Norman Taurog : Jean O'Leary
- 1947 : Le crime était presque parfait (The Unsuspected), de Michael Curtiz : Althea Keane
- 1947 : Le Mur des ténèbres (High Wall), de Curtis Bernhardt : Dr Ann Lorrison
- 1948 : The Saxon Charm, de Claude Binyon : Alma Wragg
- 1949 : Un pacte avec le diable (Alias Nick Beal), de John Farrow : Donna Allen
- 1949 : Nous avons gagné ce soir (The Set-Up), de Robert Wise : Julie
- 1949 : Tension, de John Berry : Claire Quimby
- 1949 : Any Number Can Play de Mervyn LeRoy : Alice Elcott
- 1951 : La Femme au voile bleu (The Blue Veil), de Curtis Bernhardt : Helen Williams
- 1952 : Aveux spontanés (Assignment - Paris!) de Robert Parrish
- 1953 : La Femme qui faillit être lynchée d'Allan Dwan : Kate McCoy Quantrill
- 1955 : Femmes en prison (Women's Prison) de Lewis Seiler
- 1965 : Harlow, d'Alex Segal : Marilyn
- 1969 : Le Virginien (TV) saison 8 épisode 10 (Home to Methuselah) : Audry